# Melbourne MacDowell
Willet Melbourne MacDowell (South River, New Jersey, 22 november 1856 - Decoto, Californië, 18 februari 1941) was een Amerikaans toneel- en filmacteur. 
MacDowell begon zijn carrière rond 1870 op het toneel, toen hij in een theater werkte als kaartjesverkoper en incidenteel werd gevraagd om aan een voorstelling deel te nemen. Vanaf 1877 maakte hij van acteren zijn beroep. Zijn eerste filmrol kreeg MacDowell in 1917. 
Melbourne MacDowells filmcarrière kwam ten einde toen er geen vraag meer was naar stomme films. 

## Gedeeltelijke filmografie
- The Flame of the Yukon (1917)
- Wolves of the Rail (1918)
- Nomads of the North (1920)
- Outside the Law (1920)
- The March Hare (1921)
- The Ghost Patrol (1923)
- Richard the Lion-Hearted (1923)
- The City (1926)
- There It Is (1928)
- Feel My Pulse (1928)
- A Fool About Women (1932)

- Library of Congress Control Number: n96090345
- SNAC: w6tf0bhm
- Virtual International Authority File: 43572813
- WorldCat: E39PBJmTqxqd8kvpwKFTJTcdcP